# Javad Mahjub
Javad Mahjub –en persa, جواد محجوب– (Chenaran, 26 de mayo de 1991) es un deportista iraní que compitió en judo. Ganó dos medallas en el Campeonato Asiático de Judo en los años 2012 y 2013.

## Palmarés internacional
| Campeonato Asiático | Campeonato Asiático  | Campeonato Asiático | Campeonato Asiático |
| Año                 | Lugar                | Medalla             | Categoría           |
| ------------------- | -------------------- | ------------------- | ------------------- |
| 2012                | Taskent (Uzbekistán) | Medalla de plata    | –100 kg             |
| 2013                | Bangkok (Tailandia)  | Medalla de oro      | –100 kg             |